# Polomka
Polomka je slovenská obec v okrese Brezno. Leží v údolí Hronu ze severu ohraničená hřebenem Nízkých Tater, z jihu Muráňskou planinou. Zhruba 60% katastru obce leží na území těchto národních parků. Polomka se nachází přibližně 19 km východně od okresního města Brezna. V roce 2012 zde žilo 3 042 obyvatel. Nadmořská výška středu obce je 628 m n. m., nejvyšším bodem v katastru obce je Homôlka 1 665 m n. m. Součástí obce je místní část Hámor.

## Historie a zajímavosti
Obec byla založena v 14. století během valašské kolonizace. První písemná zmínka o obci pochází z roku 1525. Patřila do Muránského panství.
V průběhu Slovenského národního povstání působila v blízkosti obce americká a anglická vojenská mise. Členové mise se usadili v lovecké chatě pod Homôlkou. Místo jejich pobytu bylo o Vánocích roku 1944 přepadeno jednotkou Edelweiss. Zajatí členové mise byli převezeni do koncentračního tábora Mauthausen, kde byli popraveni.

## Obyvatelstvo

### Národnostní složení
Při sčítání lidu v roce 2001 se k slovenské národnosti přihlásilo 3 185 obyvatel (98% z celkového počtu 3 250 obyvatel). Podrobné národnostní složení uvádí následující tabulka.
| Národnost  | Počet obyvatel |
| ---------- | -------------- |
| slovenská  | 3 185          |
| ukrajinská | 22             |
| romská     | 18             |
| maďarská   | 9              |
| česká      | 7              |
| ruská      | 2              |
| polská     | 1              |
| nezjištěno | 6              |

## Památky
- Chudobinec z roku 1725, národní kulturní památka
- Panský dům z roku 1768
- Římskokatolický farní kostel sv. Jana Křtitele (sv. Jána Krstiteľa) z roku 1696

## Sport
- Lyžařský areál Ski centrum Polomka – Bučník, 1 580 m dlouhý vlek
- TJ Tatran Polomka, fotbal
- Kluziště, v provozu v zimních měsících

## Slavní rodáci
- Mikuláš Ferjenčík – generál československé armády, účastník protinacistického odboje
- Mária Kráľová, rozená Modrányová – manželka básníka Janka Kráľa